# Dito della morte

Ciclo di formazione del dito della morte: l'acqua marina superficiale congela (1) generando un ghiaccio poroso al cui interno si creano delle piccole cavità contenenti acqua ipersalina (2), la quale, erodendo il ghiaccio fino a raggiungere e perforare la base della banchisa (3), precipita poi nell'acqua sottostante congelandola attorno a sé e generando una sorta di stalattite cava (4). Proseguendo nella sua caduta, la salamoia arriva a toccare il fondale marino (5), diffondendosi sopra di esso e congelando le forme di vita che incontra sul suo cammino (6)

Il dito della morte (anche stalattite di ghiaccio, stalattite marina o stalattite polare, o con termine inglese brinicle, parola composita creata a partire da brine e icicle, "ghiacciolo salato") è un fenomeno naturale che si verifica negli oceani Artico e Antartico.
L'acqua di mare, congelandosi e formando la banchisa, genera un ghiaccio particolarmente poroso nelle cui cavità restano intrappolate piccole quantità di acqua la cui salinità, grazie al sale espulso dall'acqua in fase di congelamento, risulta particolarmente elevata. Man mano che la salinità di tali inclusioni aumenta, trasformando l'acqua iperalina in vera e propria salamoia, queste iniziano a sciogliere il ghiaccio che le circonda, affondando in esso per gravità. Una volta perforata la base della banchisa la salamoia, fredda fino a diversi gradi sotto lo zero, entra in contatto con la più calda acqua sottostante, congelandola, e, precipitando verso il fondale, in virtù della sua maggiore densità, fa sì che attorno a sé si formi una sorta di stalattite cava di acqua di mare congelata, il cosiddetto "dito della morte". Tale nome è dovuto al fatto che, una volta raggiunto il fondale, la salamoia gelata continua ad espandersi, diluendo la propria concentrazione di sale ma continuando nel frattempo a congelare quanto le sta attorno, comprese tutte le forme di vita che capitano sul suo cammino, che restano intrappolate nel ghiaccio. Il fenomeno è per questo pericoloso per la fauna sottomarina ma, paradossalmente, può presentare per essa anche alcuni effetti benefici.

## Formazione

### Generazione
Quando l'acqua di mare raggiunge una temperatura di circa -1,8 °C, inizia a congelare e a espellere il sale in essa contenuto. Tuttavia, essendo il ghiaccio un materiale poroso, una piccola quantità d'acqua in cui viene concentrato il sale espulso, e la cui salinità va quindi via via aumentando, rimane intrappolata in esso generando una serie di sacche di densa acqua iperalina e, infine, di salamoia.
A causa della differenza di densità tra il ghiaccio e l'acqua così salinizzata, la cui temperatura di solidificazione risulta diminuita proprio dall'elevata concentrazione di sale, quest'ultima affonda nel ghiaccio, sciogliendolo e muovendosi per gravità verso la parte inferiore della banchisa marina. Una volta raggiunto il mare, la salamoia, più densa anche dell'acqua di mare, continua ad affondare dirigendosi verso il fondale e, data la sua temperatura estremamente bassa, fa congelare l'acqua circostante creando escrescenze cave che, man mano, si espandono fino a diventare vere e proprie stalattiti ghiacciate. Tali formazioni, che si possono generare anche in poche ore, arrivano ad estendersi anche per diversi metri, fin quasi a toccare il fondale marino sottostante.

### Effetti sull'ambiente marino
Una volta entrato in contatto col fondale, il dito della morte continua la propria espansione su di esso seguendo la pendenza naturale del terreno e proseguendo verso il basso. In questo modo le forme di vita marine, specialmente quelle del benthos che vivono ancorate al fondale o che non sono in grado di muoversi velocemente, vengono presto incapsulate dal ghiaccio in espansione, congelando così a morte (da qui la definizione "dito della morte").
Le specie maggiormente minacciate dalla formazione del dito della morte sono la stella marina, il riccio di mare e i crostacei, animali tipici delle profondità oceaniche artiche e antartiche. A lungo andare il fenomeno ha un impatto sull'evoluzione di tali organismi eliminando quelli più lenti e selezionando invece quelli più veloci e pronti a spostarsi per evitarlo, favorendo quindi lo sviluppo di varietà provviste di maggior mobilità.
A differenza della superficie, le profondità dell'oceano sono un ambiente relativamente mite, in grado di sostenere un complesso ecosistema quando non turbato da questo fenomeno. Se il benthos risente in modo particolarmente negativo delle dita della morte, altri organismi invece ne traggono vantaggio, come pesci e invertebrati abituatisi al freddo che possono cibarsi dei resti degli organismi congelati dal ghiaccio. Il dito della morte può quindi naturalmente riequilibrare l'ecosistema se vi è un eccesso di organismi bentonici.

## Osservazione
Tale fenomeno, a lungo sospettato dagli scienziati, inizialmente era solo teorizzato per via dell'impraticabilità degli oceani Artico e Antartico, le cui condizioni estreme non permettevano spedizioni sottomarine di lunga durata. È osservato direttamente solo a partire dal XXI secolo tramite l'impiego di telecamere subacquee appositamente costruite per resistere alle basse temperature e ad alte profondità.
Nel 2011 la BBC ha fatto conoscere per la prima volta il fenomeno al pubblico generalista tramite il documentario Frozen Planet, girato presso le remote isole Razorback, nella baia Erebus del mare di Ross.